# Título (química)
Em química o título ou fração de massa, ou ainda fração mássica, é a fração de uma substância ({\displaystyle x_{A}}), representada também pela letra grega {\displaystyle \mathrm {T} }, tau, (ou {\displaystyle \tau }, minúscula), com massa {\displaystyle m_{A}} para a massa total da mistura {\displaystyle m_{tot}} a ser definida como:
{\displaystyle x_{A}={\frac {m_{A}}{m_{tot}}}}
com a soma de todas as frações de massa iguais a 1:
{\displaystyle \sum _{i=1}^{N}m_{i}=m_{tot};\sum _{i=1}^{N}x_{i}=1}
É um meio de se expressar concentração em uma grandeza adimensional.
Em se tratando de soluções, pode-se dizer, mais simplificadamente, que seja o quociente da massa do soluto pela massa total da solução. 
O título pode ser escrito em porcentagem, se trata simplesmente da multiplicação do quociente por 100. 